# Três Fronteiras (Brasil)

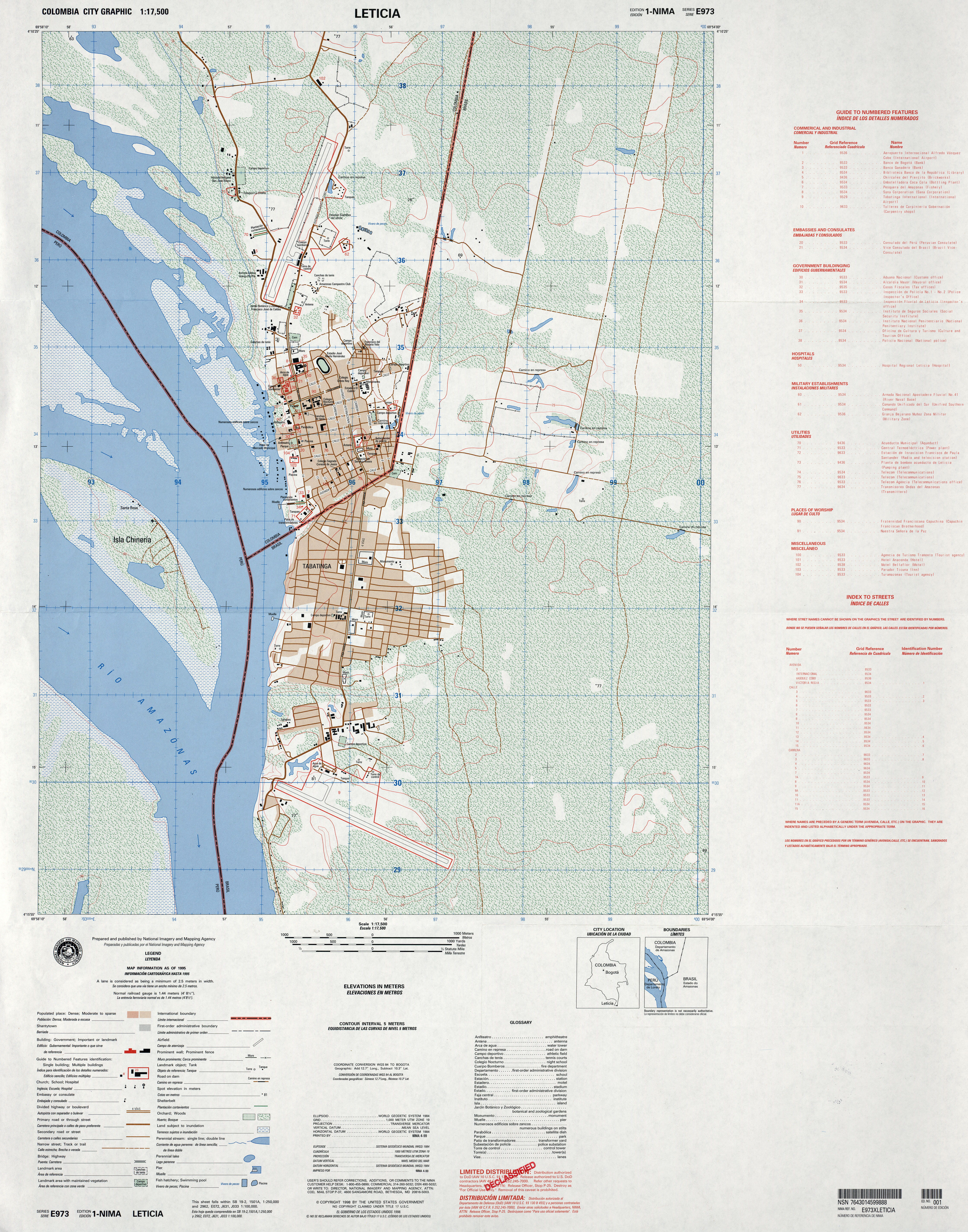
Mapa de Leticia em 1995 e a localização da tríplice fronteira, apenas à esquerda.

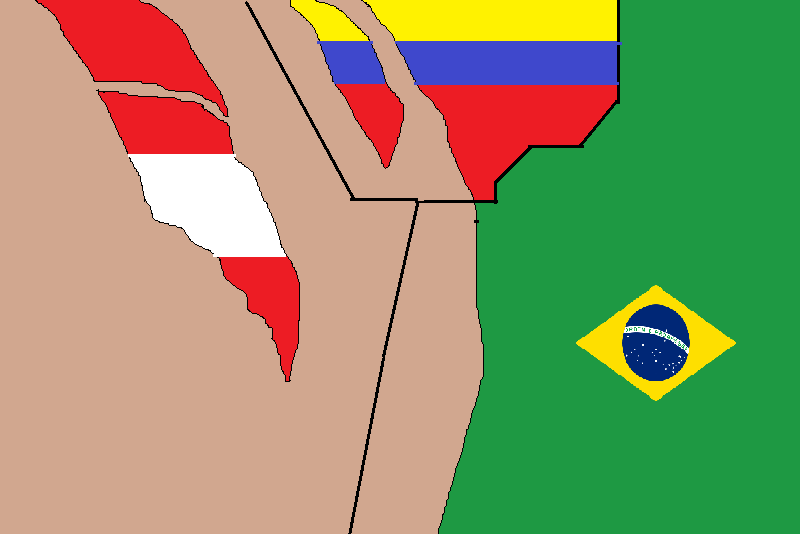
As Três Fronteiras entre Colômbia, Brasil e Peru com suas respectivas bandeiras.

Três Fronteiras (em espanhol: Tres Fronteras  e  em ticuna: Tamái-pi três Nazones) é a área amazônica onde se encontram as fronteiras do Brasil, do Peru e da Colômbia. Neste marco de fronteira se encontram as cidades fronteiriças de Tabatinga (Brasil), Leticia (Colômbia) e Santa Rosa de Yavari (Peru).

## Cultura
A região se caracteriza por suas manifestações culturais que refletem uma mescla de influências das culturas dos três países, também da influência dos povos originais como os ticunas.
Os habitantes da região usam em sua fala palavras provenientes do espanhol e do português, a qual se conhece regionalmente como portunhol leticiano.